# Sainte-Angèle-de-Monnoir
Sainte-Angèle-de-Monnoir, también conocido más simplemente como Sainte-Angèle, es un municipio de Canadá perteneciente a la provincia de Quebec. Forma parte también del municipio regional de condado de Rouville en la región de Montérégie-Est en Montérégie.

## Geografía
Sainte-Angèle-de-Monnoir se encuentra en la planicie del San Lorenzo en la parte central del MRC de Rouville circa el monte Rougemont, 18 km al sureste de Chambly y 40 km al este de Montreal. Está ubicado entre Rougemont al norte, Saint-Césaire al este, Sainte-Brigide-d'Iberville al sureste, Mont-Saint-Grégoire al suroeste y Marieville al oeste. Su superficie total es de 44,98 km², de los cuales 44,85 km² son tierra firme.

## Historia
En 1708, Philippe de Rigaud de Vaudreuil, Gobernador de Nueva Francia y Jacques Raudot,  intendente, concedieron el señorío de Monnoir a Claude de Ramezay. El nombre Monnoir recuerda el de un señorío de Ramzey en Francia aunque otra explicación es el nombre del mont Noir (monte Negro) que domina el territorio. La parroquia católica de Sainte-Angèle, honrando Ángela de Mérici, fue creado en 1864 y el año siguiente en 1865, la oficina de correos de Sainte-Angèle-de-Monnoir fue establecido y el municipio de parroquia sobre mismo nombre fue instituido. El gentilicio Angèloirien, oficial desde 1986, es una contracción de Sainte-Angèle y de Monnoir. En 1988, su estatu fue cambio para el de municipalidad.

## Política
Sainte-Angèle-de-Monnoir está incluso en el MRC de Rouville. El consejo municipal está compuesto por seis consejeros, sin división territorial. El alcalde actual (2014) es Michel Picotte, que es prefecto de Rouville también.
|            | 2005-2009                                                                                    | 2009-2013                                                                                             | 2013-2017                                                                                         |
| Alcalde    | Michel Picotte                                                                               | Michel Picotte                                                                                        | Michel Picotte                                                                                    |
| Consejeros | Gilles Boivin Patricia Broquet Francis Côté Claude Gingras Françoise Lachance Rolland Parent | Gilles Boivin Francis Côté Josée Desrochers Claude Gingras Françoise Lachance Thérèse Larose-D'Amours | Nicolas Beaulne Francis Côté Josée Desrochers Claude Gingras Thérèse Larose-D'Amours Denis Paquin |

* Consejero al inicio del termo pero no al fin.  ** Consejero al fin del termo pero no al inicio.
El municipio está incluido en la circunscripción electoral de Iberville a nivel provincial y de Shefford  a nivel federal.

## Demografía
Según el censo de Canadá de 2011, contaba con 1812 habitantes. La densidad de población estaba de 39,9 hab./km². Entre 2006 y 2011 hubo un aumento de 272 habitantes (17,7 %). En 2011, el número total de inmuebles particulares era de 700, de los que 672 estaban ocupados por residentes habituales, la mayor parte de otros siendo segundas residencias.
Evolución de la población total, 1991-2014